# Карпенко Олександр Іванович
Олександр Іванович Карпенко (нар. 21 жовтня 1978, смт Путила, Чернівецька область) — український військовик, генерал-майор. Заступник Голови Служби безпеки України з 4 липня 2019 року до 13 березня 2020 року.

## Життєпис
Отримав економічну освіту у Чернівецькому державному університеті ім. Ю. Федьковича (2000). Закінчив Національну академію СБУ (2003). Закінчив Чернівецький національний університет ім. Ю. Федьковича за спеціальністю «Правознавство» (2012), у тому ж році закінчив курси підвищення кваліфікації Національної академії СБУ.
2000 р. — початок військової служби в органах державної безпеки (з посади оперуповноваженого районного відділення регіонального управління СБУ). Проходив службу на оперативних та керівних посадах в регіональних управліннях Служби безпеки Чернівецької, Закарпатської та Волинської областей.
У 2013–2014 роках згаданий, як заступник начальника Волинського УСБУ по лінії "К".
Саме Карпенко з листопада 2014 року по березень 2015 року після люстрації попереднього начальника Володимира Мельниковича був тимчасово виконуючим обов'язки начальника управління СБУ у Волинській області.
З березня 2015 р. — перший заступник начальника Донецького обласного УСБУ, реформованого у 2017 р. у Головне управління СБУ в Донецькій та Луганській областях.
Жовтень 2018 — липень 2019 — начальник Головного управління Служби безпеки в Донецькій та Луганській областях.
За доблесть і самовідданість виявлені при виконанні службового обов'язку нагороджений відзнакою Служби безпеки «Вогнепальна зброя».

## Військові звання
- полковник
- генерал-майор (23 серпня 2018 року)[7]